# Tour de la Martinique des yoles rondes
 (mai 2022).
Si vous disposez d'ouvrages ou d'articles de référence ou si vous connaissez des sites web de qualité traitant du thème abordé ici, merci de compléter l'article en donnant les références utiles à sa vérifiabilité et en les liant à la section « Notes et références ».
Le tour de la Martinique des yoles rondes est une course de yoles rondes de plusieurs jours autour de la Martinique. Il a lieu tous les ans entre la fin du mois de juillet et le début du mois d'août.

## Histoire du tour

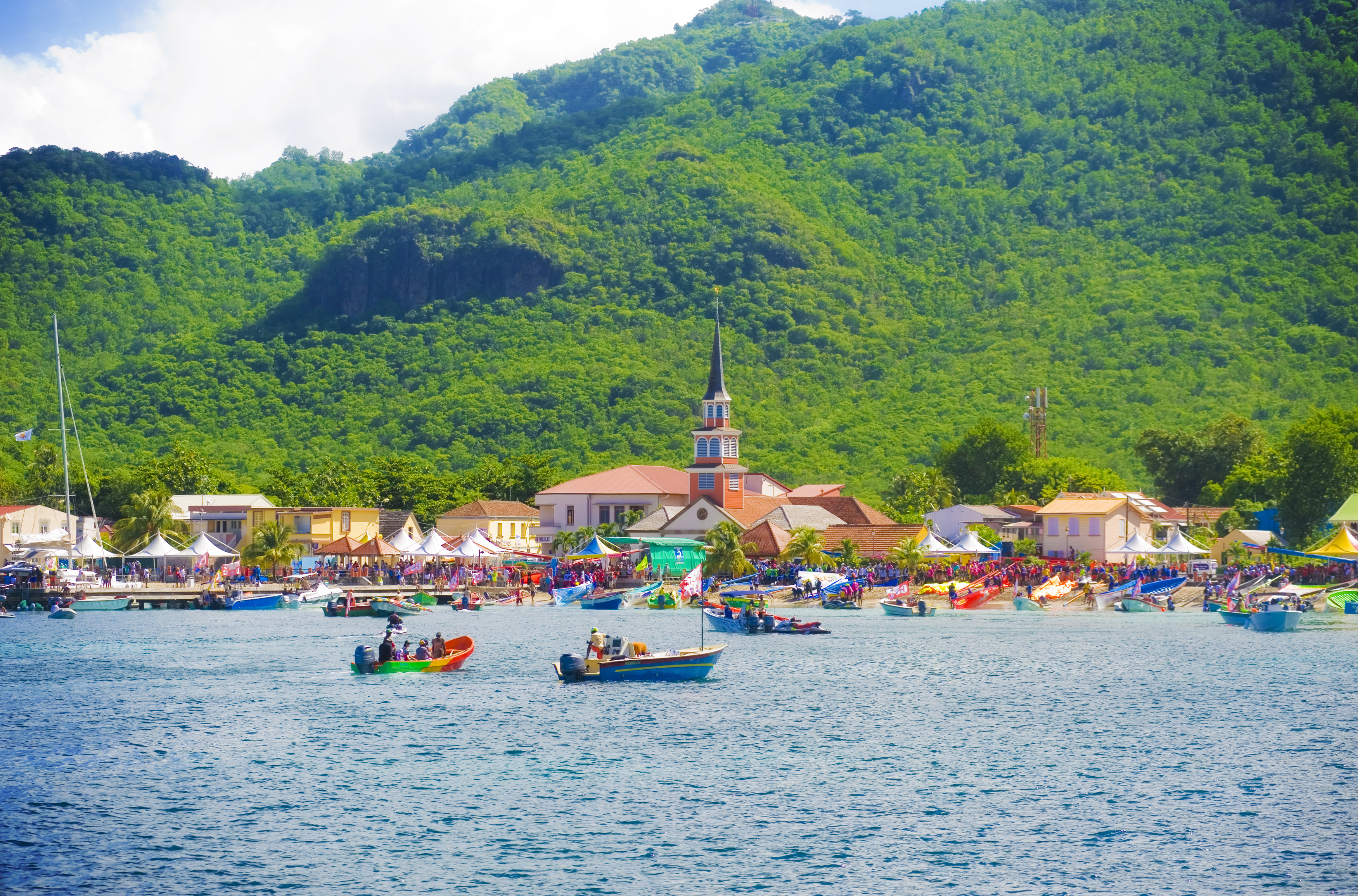
Départ du tour des Yoles aux Anses d'Arlet.

Les courses de canots à voile ont toujours existé à la Martinique : dans les temps anciens, les régates étaient disputées par les « gommiers », barques de pêche qui tirent leur nom de l'arbre dont elles sont construites. Les fêtes patronales étaient les occasions d'organiser des régates au plus grand plaisir de la population. Avec la raréfaction progressive du gommier des forêts martiniquaises, les yoles ont remplacé progressivement cette embarcation qui continue néanmoins sa carrière déjà fort longue. De façon naturelle, le phénomène de substitution dans le domaine de la pêche trouva son prolongement dans les courses.
En mai 1966, quatre yoles appelées Étoile, Frisson, Mouette et Odyssée tentent d’effectuer le tour de la Martinique. Avec l’aide de marins pêcheurs, les membres d’équipages atteignent leur objectif en cinq étapes. L’année suivante, l’opération est reconduite et le tour est bouclé en quatre étapes. Cependant, les difficultés de navigation sont telles que les protagonistes décident de mettre un terme à l’aventure. Elle s'achève en 1968.
La Société des Yoles et Gommiers de Courses de la Martinique a été créée en 1964 pour structurer ce milieu d'une popularité sans cesse grandissante, rapprocher les participants et faire respecter les règlements. La société devient plus tard la Fédération des Yoles. En 2019, Alain Richard en devient président en remplacement d'Alain Dédé en poste depuis 1989.

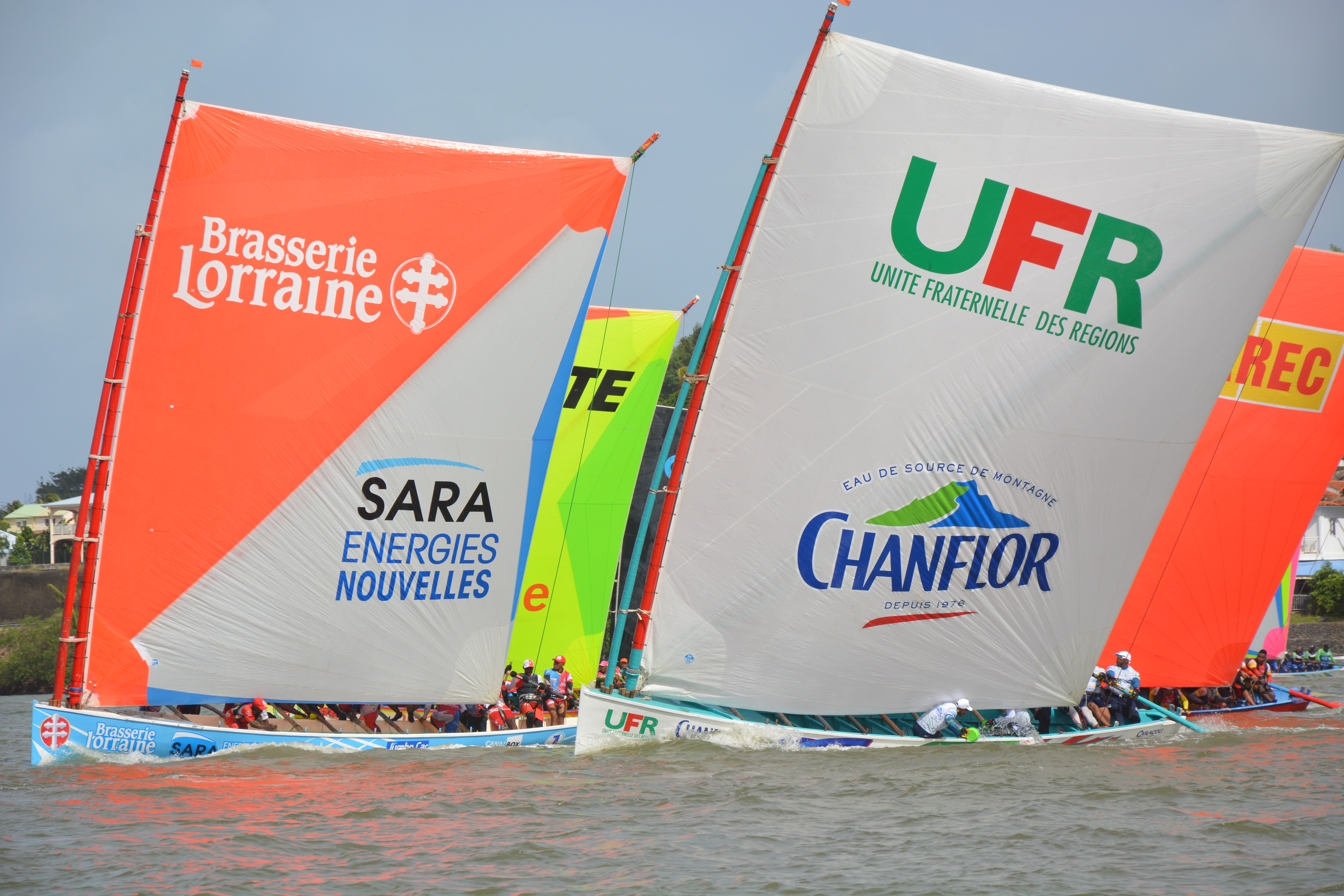
Les yoles de Lorrain/Sara et UFR au coude à coude en 2019.

Le Tour de Martinique des yoles rondes, tel qu'on le connaît aujourd’hui, est initié par Georges Brival, alors président de la société des Yoles. En 1984, il organise le premier tour sous sa forme actuelle du dimanche 11 au 15 août. Huit équipages parcoururent les 110 milles de la course qui connut un succès inespéré. La course a lieu tous les ans depuis cette date.
En 2014, soit 30 ans après la création de cet évènement, c'est 18 yoles rondes qui prendront le départ de la plage du bourg de Fort-de-france.
En 2016, le Tour de Martinique des yoles rondes prend le virage du digital grâce à l'application Yole365 qui est déclinée en site internet en 2017. Depuis 2014, le jeu de simulation du tour des yoles, Yoles Martinique, est disponible pour iOS et Android. Une mise à jour est faite chaque année.

## Fabrication
Le processus de fabrication de la yole ronde de Martinique, est inscrit à l'inventaire du patrimoine culturel immatériel en France depuis 2017.

## Palmarès
| Année | Départ                                                   |                                    | Vainqueur                                             | Vainqueur            | Vainqueur                      |             | Second                                       | Second      | Second         |
| Année | Départ                                                   | Nom de la yole                     | Commune                                               | Patron               | Nom de la Yole                 | Commune     | Patron                                       |             |                |
| ----- | -------------------------------------------------------- | ---------------------------------- | ----------------------------------------------------- | -------------------- | ------------------------------ | ----------- | -------------------------------------------- | ----------- | -------------- |
| 1985  | Sainte-Anne                                              | Monoprix                           | Le Marin                                              | Désiré Lamon         | Nissan                         | Le François | Charles Exilie                               |             |                |
| 1986  | Le Marin                                                 | Caresse Antillaise Ki mafoutiésa   | Le François                                           | Joseph Mas           | Valda                          | Le Robert   | Frantz ferjules                              |             |                |
| 1987  | Le Vauclin                                               | Nissan                             | Le François                                           | Charles Exilie       | Martinique                     | Le Robert   |                                              |             |                |
| 1988  | Le Marin                                                 | Martinique Chanflor                | Le Robert                                             | Frantz Ferjules      | Corsaire                       | Le François | Charles Exilie                               |             |                |
| 1989  | Le Robert                                                | Nissan                             | Le François                                           | Georges-Henry Lagier | Sisal Martinique               | Le Robert   | Frantz Ferjules                              |             |                |
| 1990  | Le François                                              | Budget                             | Le Robert                                             | Félix Mérine         | Nissan                         | Le François | Georges-Henry Lagier                         |             |                |
| 1991  | Le Robert                                                | Sisal                              | Le Robert                                             | Frantz Ferjules      | Rosette                        | Le François | Charles Exilie                               |             |                |
| 1992  | Fort-de-France                                           | Rosette                            | Le François                                           | Charles Exilie       |                                | ?           | ?                                            |             |                |
| 1993  | Fort-de-France                                           | Ho Hio Hen                         | Le François                                           | Joseph Mas           | ?                              | ?           | ?                                            |             |                |
| 1994  | Le Robert                                                | Rosette                            | Le François                                           | Georges-Henry Lagier | Caresse Antillaise             | Le Robert   | Frantz Ferjules                              |             |                |
| 1995  | Sainte-Anne                                              | Ho Hio Hen                         | Le François                                           | Joseph Mas           | ?                              | ?           | ?                                            |             |                |
| 1996  | Schœlcher                                                | Rosette                            | Le François                                           | Georges-Henry Lagier | ?                              | ?           | ?                                            |             |                |
| 1997  | La Trinité                                               | Rosette                            | Le François                                           | Georges-Henry Lagier | ?                              | ?           | ?                                            |             |                |
| 1998  | Le Diamant                                               | Ho Hio Hen                         | Le François                                           | Joseph Mas           | ?                              | ?           | ?                                            |             |                |
| 1999  | Le Robert                                                | Rosette                            | Le François                                           | Georges-Henry Lagier | ?                              | ?           | ?                                            |             |                |
| 2000  | Le François                                              | Rosette-France Télécom             | Le François                                           | Georges-Henry Lagier | ?                              | ?           | ?                                            |             |                |
| 2001  | Fort-de-France                                           | Géant-Canon                        | Le Robert                                             | Félix Mérine         | Joseph Cottrell                | Le François | Guy-Albert Romer                             |             |                |
| 2002  | Saint-Pierre                                             | Géant-Orange-Canon                 | Le Robert                                             | Félix Mérine         | ?                              | ?           | ?                                            |             |                |
| 2003  | Fort-de-France                                           | Géant-Orange                       | Le Robert                                             | Félix Mérine         | Ho Hio Hen                     | Le François | Joseph Mas                                   |             |                |
| 2004  | Schœlcher                                                | Rosette-France Télécom             | Le François                                           | Georges-Henry Lagier | Géant-Orange                   | Le Robert   | Félix Mérine                                 |             |                |
| 2005  | Le Diamant                                               | Rosette-France Télécom             | Le François                                           | Georges-Henry Lagier | Joseph Cottrell - Leader Price | Le François | Guy-Albert Romer                             |             |                |
| 2006  | Le Robert                                                | U.F.R.-Géant Korail 2              | Le Robert                                             | Félix Mérine         | Joseph Cottrell - Leader Price | Le François | Guy-Albert Romer                             |             |                |
| 2007  | Fort-de-France                                           | U.F.R.-Géant Korail 2              | Le Robert                                             | Félix Mérine         | Joseph Cottrell - Optika       | Le François | Guy-Albert Romer                             |             |                |
| 2008  | La Trinité                                               | Mirsa - Dr Roots                   | Le François                                           | Joseph Mas           | U.F.R. - Siapoc                | Le Robert   | Félix Mérine                                 |             |                |
| 2009  | Le Vauclin                                               | Joseph Cottrell - Optika Chaben An | Le François                                           | Guy-Albert Romer     | U.F.R. - Siapoc                | Le Robert   | Félix Mérine                                 |             |                |
| 2010  | Fort-de-France                                           | Joseph Cottrell - Leader Mat       | Le François                                           | Guy-Albert Romer     | Dr Roots-Zapetti               | Le François | Joseph Mas                                   |             |                |
| 2011  | Le Robert                                                | U.F.R - Chanflor                   | Le Robert                                             | Felix Merine         | Dr Roots-Zapetti               | Le François | Joseph Mas                                   |             |                |
| 2012  | Le Robert                                                | Brasserie Lorraine – ISUZU         | Le Marin                                              | Johan Jacqua         | Joseph Cottrell – Leader Mat   | Le François | Guy Albert Romer                             |             |                |
| 2013  | Le Marin                                                 | U.F.R - Chanflor                   | Le Robert                                             | Felix Merine         | Rosette-Orange                 | Le François | Jacques Amalir                               |             |                |
| 2014  | Fort-de France                                           | Rosette - Orange                   | Le François                                           | Jacques Amalir       | Dr Roots-Zapetti               | Le François | Loïc Mas                                     |             |                |
| 2015  | Le François                                              | U.F.R-Chanflor                     | Le Robert                                             | Felix Merine         | Rosette-Orange                 | Le François | Jacques Amalir                               |             |                |
| 2016  | Fort-de-France                                           |                                    | Zapetti Appaloosa                                     | Le François          | Laurent Mas                    |             | Rosette-Orange                               | Le François | Jacques Amalir |
| 2017  | Fort-de-France                                           |                                    | Rosette - Orange                                      | Le François          | Jacques Amalir                 |             | UFR - Chanflor                               | Le Robert   | Félix Mérine   |
| 2018  | Shœlcher                                                 |                                    | UFR - Chanflor                                        | Le Robert            | Félix Mérine                   |             | Brasserie Lorraine - SARA Énergies Nouvelles | Le Marin    | Diany Rémy     |
| 2019  | Le Francois                                              |                                    | Brasserie Lorraine - SARA Énergies Nouvelles          | Le Marin             | Diany Rémy                     |             | UFR - Chanflor                               | Le Robert   | Félix Mérine   |
| 2020  | Annulé pour Covid-19 et remplacé par un concours virtuel |                                    | Annulé                                                | Annulé               | Annulé                         |             | Annulé                                       | Annulé      | Annulé         |
| 2021  | Annulé pour Covid-19                                     |                                    | Annulé                                                | Annulé               | Annulé                         |             | Annulé                                       | Annulé      | Annulé         |
| 2022  | Le Vauclin                                               |                                    | SARA Énergies Nouvelles / Autodistribution Martinique | Le Marin             | Diany Rémy                     |             | UFR - Chanflor                               | Le Robert   | Félix Mérine   |
| 2023  | Fort-de-France                                           |                                    | UFR - Chanflor                                        | Le Robert            | Félix Mérine                   |             | Rosette - l'Appaloosa                        | Le François | Kenny Exilie   |
| 2024  | François                                                 |                                    | SARA Energies Nouvelles / Autodistribution Martinique | Le Marin             | Diany Rémy                     |             | UFR - Chanflor                               | Le Rboert   |                |
| 2025  | Diamant                                                  |                                    | UFR - Chanflor                                        | L e Robert           | Marc-Daniel Labour             |             | Cottrell - Leader Mat                        | Le François | Loïc Mas       |

## Diffusion
Le Tour de la Martinique des yoles rondes est diffusé en direct sur Martinique 1re et rediffusé sur France Ô.

## Règlement de la course

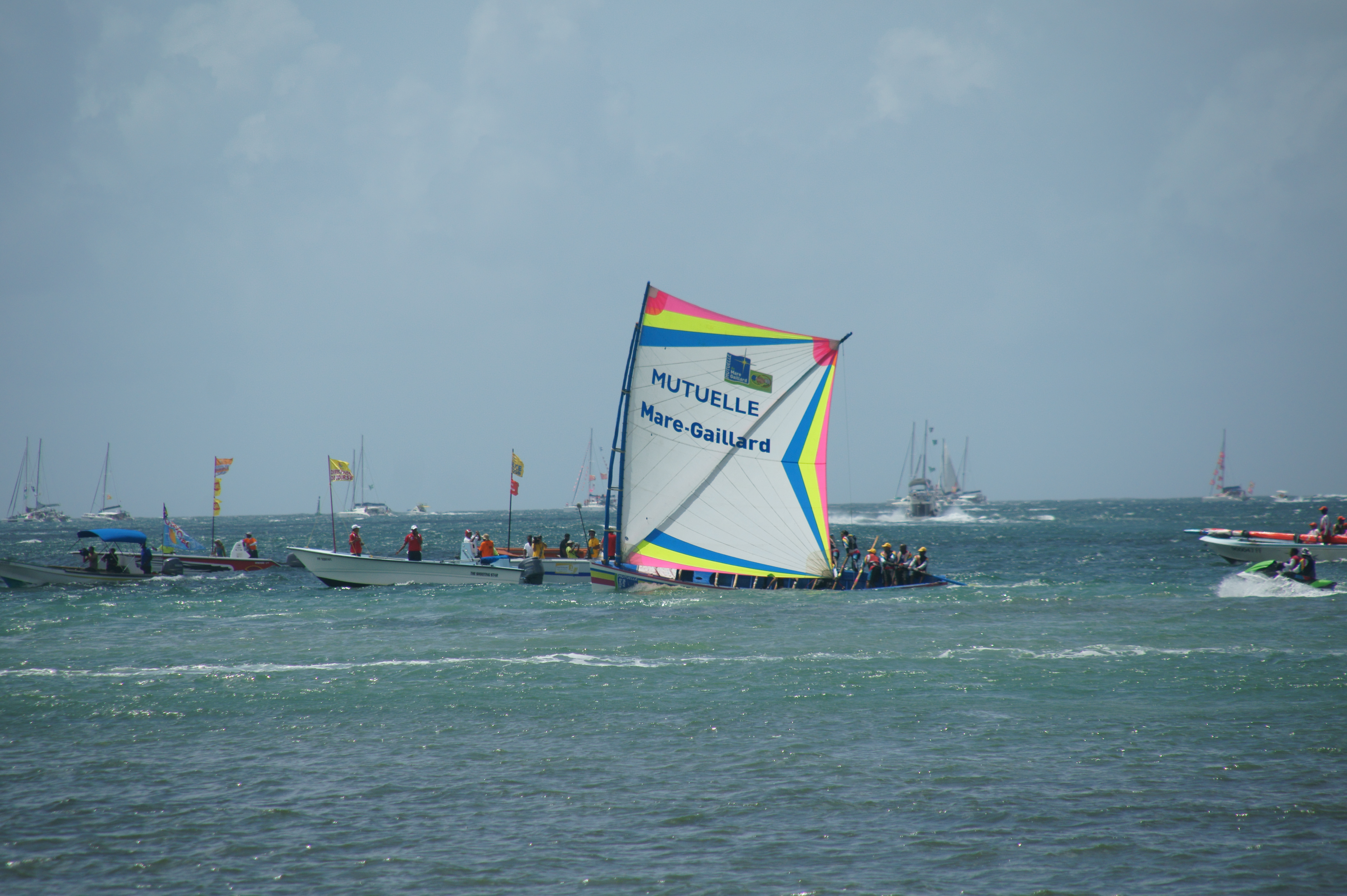
Une yole en course.

### Termes employés concernant les yoles rondes
- Bâbord amures : Embarcation ayant sa grand-voile sur son côté droit lorsqu'elle reçoit le vent sur son côté gauche.
- Tribord amures : Embarcation ayant sa grand-voile sur côté gauche prioritaire en cas de croisement lorsqu'elle reçoit le vent sur son côté droit.
- Voiles filées ou vent arrière : Embarcation recevant le vent de l'arrière vers l'avant.
- Largue ou demi-ronde : Embarcation recevant le vent de côté ou de 3/4 arrière vers l'avant.
- Louvoyer au plus près ou Monter au vent : Remonter le vent. Deux cas louvoyer au plus près bâbord amures louvoyer au plus près tribord amures.
- Engagement : Une embarcation est engagée lorsque son premier mât se trouve au niveau du barreur de l'embarcation rattrapée.

### Article 1
Toute embarcation grande voile à gauche tribord amures est prioritaire sur celle bâbord amures. L'embarcation bâbord amures doit obligatoirement s'écarter de la route de celle tribord amures.

### Article 2

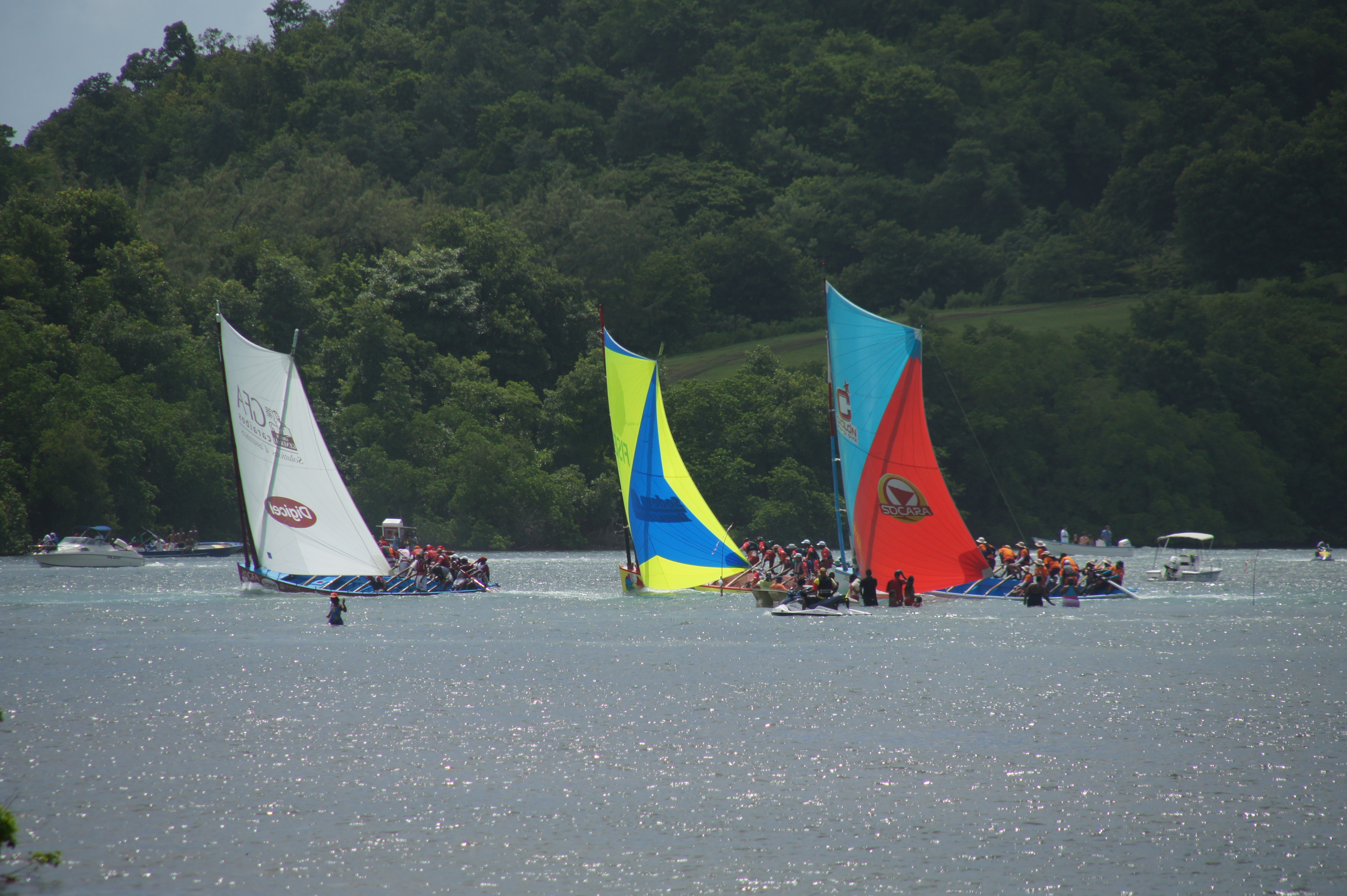
Manœuvre de dépassement.

En vent arrière, lorsqu'une embarcation se trouve dans le sillage d'une autre embarcation et veut effectuer un dépassement, elle doit obligatoirement le faire en position sous le vent. L'embarcation rattrapée ne doit pas changer de direction. Elle doit suivre sa route normale.

### Article 3
La vigie étant intouchable, les embarcations doivent prendre toutes les dispositions nécessaires pour la respecter au moment de la contourner.

### Sanctions
1. le non-respect de l'article 1du règlement des courses entraîne ipso facto la disqualification et le retour immédiat sur l'aire du départ.
2. Le non-respect des articles 2 et 3 par une embarcation, entraîne son déclassement qui reste à l'appréciation de la commission de contrôle.

## Distinctions
-Le leader au classement général de la course durant l'événement se voit attribuer un maillot rouge distinctif